# Formula Regional European Championship
Formula Regional European Championship – seria wyścigowa rozgrywana od 2019 roku według przepisów Formuły 3.

## Historia
Po utworzeniu Mistrzostw Świata Formuły 3 w 2019 roku FIA zadecydowała o powołaniu niższej kategorii w hierarchii europejskich wyścigów – Formula Regional European Championship. Organizatorem zawodów został ACI. Wszyscy zawodnicy serii korzystają z identycznych samochodów marki Tatuus. W 2021 roku połączono Formula Regional European Championship i Formuła Renault Eurocup, tworząc serię pod nazwą Formula Regional European Championship by Alpine.

## Mistrzowie
| Sezon | Mistrz                | Zespół          | Samochód                |
| ----- | --------------------- | --------------- | ----------------------- |
| 2019  | Frederik Vesti        | Prema Powerteam | Tatuus T-318-Alfa Romeo |
| 2020  | Gianluca Petecof      | Prema Powerteam | Tatuus T-318-Alfa Romeo |
| 2021  | Grégoire Saucy        | ART Grand Prix  | Tatuus T-318-Alfa Romeo |
| 2022  | Dino Beganovic        | Prema Powerteam | Tatuus T-318-Alfa Romeo |
| 2023  | Andrea Kimi Antonelli | Prema Racing    | Tatuus T-318-Alfa Romeo |